# HD 78196
HD 78196，又名BD+02 2145，SAO 117432、HR 3618，是一颗恒星，视星等为6.17，位于銀經228.52，銀緯30.51，其B1900.0坐标为赤經9h 1m 49.9s，赤緯+1° 30.51′ 52″。